# ماركو فان غينكل

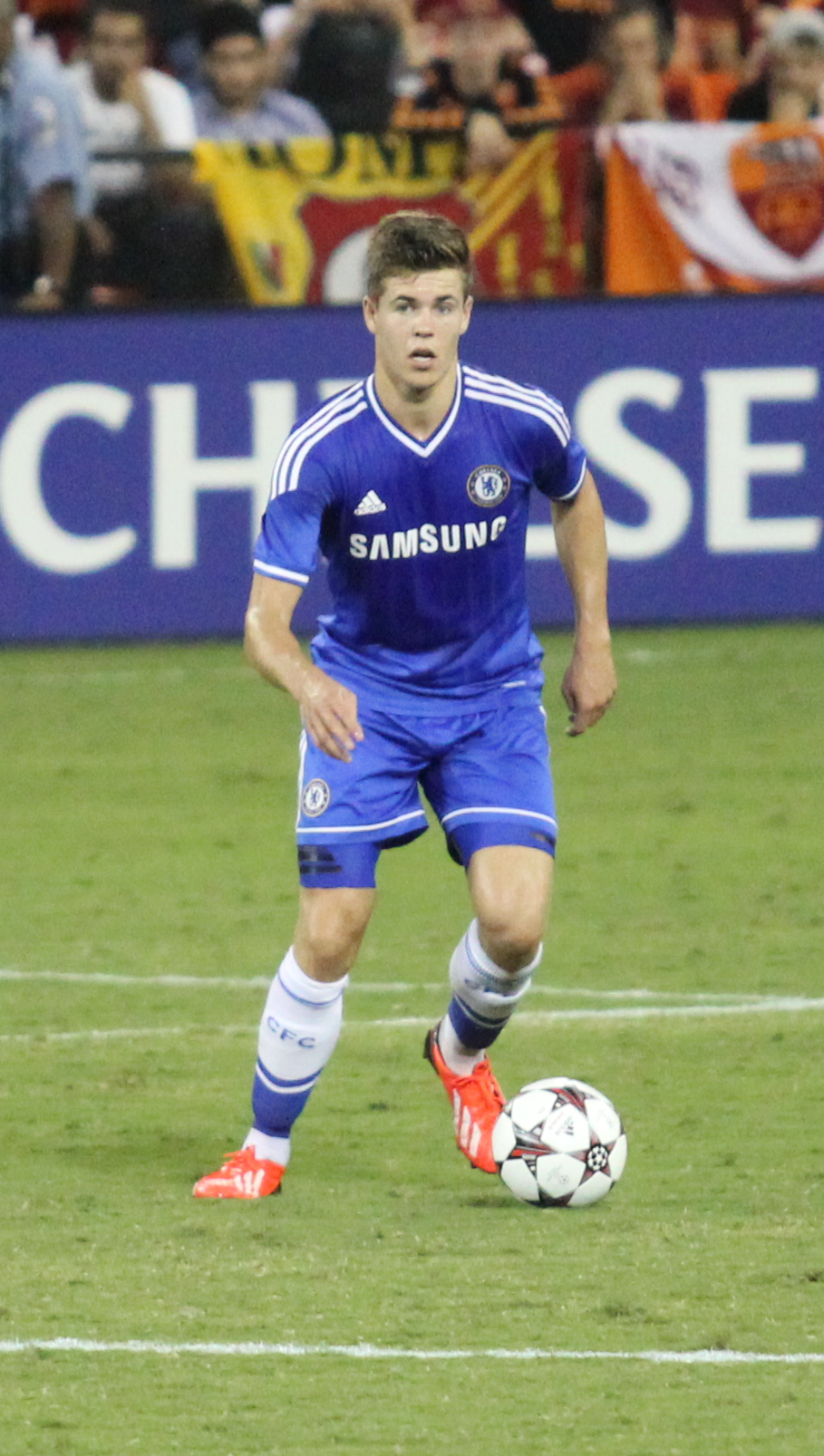
ماركو فان غينكل

ماركو فان غينكل (بالهولندية: Marco van Ginkel)‏ هو لاعب كرة قدم هولندي ولد في يوم 1 ديسمبر 1992 في مدينة آمرسفورت، يلعب في مركز الوسط ويلعب حاليا مع نادي إيه سي ميلان الإيطالي معاراً من نادي تشيلسي. وقبلها لعب مع نادي فيتيس أرنيهم في هولندا يبلغ طول اللاعب 186 سم.

## روابط خارجية
- ماركو فان غينكل على موقع الاتحاد الأوربي (الإنجليزية)
- ماركو فان غينكل على موقع قاعدة بيانات كرة القدم.إي يو (الإنجليزية)
- ماركو فان غينكل على موقع ناشيونال فوتبول تيمز (الإنجليزية)
- ماركو فان غينكل على موقع Soccerbase.com (لاعب) (الإنجليزية)
- ماركو فان غينكل على موقع Soccerway.com (الإنجليزية)
- ماركو فان غينكل على موقع عالم كرة القدم.نت (الإنجليزية)
- ماركو فان غينكل على موقع كووورة
- ماركو فان غينكل على موقع AS.com (الإسبانية)